# سی‌ای زرافه
سی‌ای زرافه یک ستاره است که در صورت فلکی زرافه قرار دارد.